# Trò chơi điện tử tại Việt Nam
Trò chơi điện tử là một ngành công nghiệp non trẻ ở Việt Nam. Theo số liệu do Bộ Thông tin và Truyền thông công bố năm 2021, tổng doanh thu ngành công nghiệp game Việt Nam là 14.500 tỷ đồng, tăng 11% so với năm 2020, mặc dù doanh thu trên thực tế có thể cao hơn.

## Lịch sử

### Buổi đầu hình thành và phát triển
Lịch sử ngành công nghiệp trò chơi điện tử Việt Nam không được nghiên cứu rõ, nhưng có thể khẳng định trong giai đoạn những năm 1980, khi các nước châu Á đang được bao trùm bởi trò chơi điện tử và máy chơi game console, trò chơi điện tử hầu như bị cấm bởi chính quyền Việt Nam. Từ trước năm 1975 đến khi đất nước thống nhất, chính quyền Việt Nam đã cử công nhân và người lao động sang các nước thuộc khối Liên Xô cũ. Điều này đã tạo cơ hội cho người Việt tiếp cận với các trò chơi điện tử có nguồn gốc từ Liên Xô, đặc biệt là vào cuối những năm 1980. Phổ biến nhất là trò chơi điện tử IM-02 Nu, Pogodi! phát hành năm 1984 và IM-03 Mysteries of the Ocean phát hành năm 1989 của hãng Electronika. Người Việt đã đóng gói các trò chơi này trong các kiện hành lý của họ và đem về nước.
Sau Đổi Mới, đặc biệt là sau khi lệnh cấm vận của Hoa Kỳ được dỡ bỏ vào năm 1994, máy chơi game console bắt đầu tham gia vào thị trường trò chơi điện tử Việt Nam. Cùng thời điểm này, máy chơi game của hãng Nintendo có tên Famicom trở nên phổ biến tại nhiều nước trên thế giới. Sau sự thành công của Famicon, Nintendo cho sản xuất phiên bản nâng cấp có tên NES. Tại Trung Quốc, máy chơi game Famicon và NES bị làm nhái và xuất khẩu ồ ạt về Việt Nam, nhưng khác với kiểu thiết kế hai nút của các máy chính hãng của Nhật Bản, máy của Trung Quốc có nhiều hơn hai nút. Người Việt quen gọi những máy chơi game được làm nhái này là máy "điện tử bốn nút". Những người không có điều kiện mua máy để chơi thường đi đến các tụ điểm trò chơi điện tử, nơi họ trả tiền để thuê các thiết bị này. Giá chơi điện tử bốn nút tại các tụ điểm thuê trò chơi những năm 1987 dao động từ 400-500 VNĐ/giờ. Các trò chơi điện tử như Contra, Battle City, Super Mario Bros... đã trở nên phổ biến và được ưa chuộng với người chơi Việt Nam. Thuật ngữ "phá đảo" trong cộng đồng game Việt cũng hình thành từ các trò chơi điện tử bốn nút, đặc biệt là Contra, ngụ ý người chơi vượt qua một màn đánh trùm.

### "Điện tử đĩa vuông" và sự lên ngôi của các loại máy chơi game cầm tay
Sau thế hệ máy điện tử bốn nút, Nintendo tiếp tục cho ra đời dòng máy trò chơi điện tử mới có tên SNES. Rất nhanh, dòng máy này được làm nhái và đưa về Việt Nam rồi trở nên phổ biến với tên gọi máy "điện tử đĩa vuông", do máy sử dụng các hộp mực ROM hình vuông có tên gọi Game Pak. Tuy nhiên, với sự phát triển mạnh mẽ của máy chơi game console PlayStation do Sony sản xuất, "điện tử đĩa vuông" dần bị thay thế bởi các máy PlayStation nhập lậu trong bối cảnh các nhà bán lẻ và đại lý chính thức của Sony lúc bấy giờ vẫn chưa có mặt ở Việt Nam. Do đó, những người chơi có mong muốn tiếp cận dòng máy điện tử mới này tiếp tục phải đến các tụ điểm thuê các thiết bị trò chơi điện tử. Cho đến cuối những năm 2000 thì các máy điện tử PlayStation 2, Xbox 360, PlayStation 3 và Xbox One bắt đầu xuất hiện. Mặc dù mức sống và GDP bình quân đầu người ở Việt Nam lúc đó đã tăng lên, nhưng các thiết bị trên vẫn chưa thể tiếp cận rộng rãi đến công chúng. Bằng con đường nhập lậu, chúng tiếp tục được đưa vào Việt Nam, theo chân những thương buôn biên giới hoặc qua các giao dịch mua bán trực tiếp ở nước ngoài. Việc mua đĩa cài trò chơi cũng là một thách thức, tuy nhiên để giảm tải chi phí, những người bán lại đã nhờ vào một số thủ thuật để tạo ra các bản đĩa lậu khác. Mặc dù điều này có thể gây tổn hại đến việc bảo hành thiết bị, nhưng nó đã tạo điều kiện cho game thủ Việt Nam có thể tiếp cận các thiết bị này ở các tụ điểm trò chơi điện tử. Một số máy chơi game cầm tay khác như Game Boy, Sony PSP và Nintendo DS cũng có mặt trong giai đoạn này. Vì giá thành cao và không có đại lý ủy quyền, những thiết bị này chỉ phổ biến trong các khu vực thành thị, nơi người ta bỏ tiền mua lại từ những cửa hàng buôn bán trò chơi bất hợp pháp. Sự tồn tại của những cửa hàng bất hợp pháp này được đảm bảo dựa trên công nghệ mới cho phép thiết bị vượt qua khóa bản quyền, cho phép người chơi sao chép trò chơi từ ROM sang thẻ SD, cách để họ sở hữu nhiều trò chơi hơn với chi phí thấp hơn rất nhiều.
Thị trường trò chơi điện tử Việt Nam giai đoạn này cũng phổ biến với máy chơi game cầm tay Brick Game (máy xếp hình). Với giá thành rẻ và nhỏ gọn, thiết bị rất được ưa chuộng. Trong thập niên 1990 và đầu những năm 2000, thú cưng kĩ thuật số Tamagotchi, được thiết kế và phát hành bởi Bandai, sau khi làm mưa làm gió ở thị trường châu Á cũng được giới thiệu tại Việt Nam, thông qua các phiên bản hàng nhái đến từ Trung Quốc. Ở Châu Á nói chung và ở Việt Nam nói riêng, trẻ em thường xuyên mang những con thú cưng này đến trường vì trong hai phiên bản đầu tiên của trò chơi, thú cưng có thể chết trong vòng chưa đến nửa ngày nếu không được chăm sóc đầy đủ. Điều này đã khiến nhiều trường học phải ban hành các lệnh cấm sử dụng hoặc tịch thu trò chơi. Trong khi đó, trò chơi arcade xuất hiện tại Việt Nam vào cuối những năm 1990, phổ biến với tên gọi "điện tử xèng", "điện tử thùng". Trò chơi thu hút game thủ Việt Nam vì nó yêu cầu kết hợp nhiều kỹ năng khác nhau thay vì việc ngồi và nhấn các nút. Các máy điện tử thùng có thể được tìm thấy gần các công viên, rạp chiếu phim hoặc trung tâm mua sắm. Một số tụ điểm vui chơi như Ngôi Sao Xanh, Hanoi Star Bowl.. được cho là đã đem điện tử thùng về Việt Nam đầu tiên. Để sử dụng máy chơi game, người chơi phải trả 2.000 đến 5.000 VNĐ cho mỗi thẻ chơi game, một cái giá tương đối đắt lúc bấy giờ.

### Internet và thời kỳ hoàng kim của trò chơi trực tuyến
Năm 1997, Internet được du nhập vào Việt Nam thông qua các doanh nghiệp VNPT và NetNam. Đến năm 2003, Internet băng thông rộng dựa trên phương thức truyền dẫn ADSL chính thức có mặt trên thị trường, cho phép người dùng truy cập vào mạng Internet với tốc độ cao. Sự xuất hiện của ADSL đã góp phần đưa các trò chơi trực tuyến đầu tiên có mặt tại thị trường Việt Nam. Một trong số đó là MU Online, xuất hiện năm 2003 thông qua các dịch vụ cung cấp bất hợp pháp. Một năm sau, công ty Asiasoft phát hành GunBound tại thị trường Việt Nam, một trò chơi chiến thuật trực tuyến theo lượt. Đây cũng là trò chơi trực tuyến có bản quyền đầu tiên được giới thiệu tại Việt Nam. Đầu năm 2005, MU Online được tập đoàn FPT mua bản quyền, chấm dứt thời kỳ sử dụng server bất hợp pháp. Việc phát hành MU Online đã mở đường cho nhiều trò chơi trực tuyến có bản quyền khác cập bến cộng đồng game thủ Việt. Công ty VinaGame thành lập ngày 9 tháng 9 năm 2004, đến ngày 11 tháng 6 năm 2005 thì cho phát hành Võ Lâm Truyền Kỳ. Trò chơi đã tạo nên "cơn chấn động" trong cộng đồng trò chơi điện tử Việt Nam khi thu hút khoảng 1,3 triệu người chơi tính đến năm 2006. Cùng thời gian này, TS Online, được đánh giá là trò chơi điện tử tiên phong cho thể loại chiến lược theo lượt ở Việt Nam ra mắt công chúng. Bản Việt hóa của trò chơi Priston Tale mang tên PTV – Giành lại miền đất hứa,cũng được FPT giới thiệu đến cộng đồng game thủ Việt. Đây là trò chơi trực tuyến 3D đầu tiên tại Việt Nam. Với cộng đồng 500,000 người đăng ký, đây là trò chơi trực tuyến có bản quyền có số người dùng đông nhất tại Việt Nam thời điểm đó. Trò chơi cũng được quảng bá ở Hội chợ Thương mại quốc tế lần thứ 15 tại Trung tâm triển lãm Giảng Võ, Hà Nội. Năm 2006, VTC phát hành Audition tại Việt Nam, trò chơi sau này trở thành "tượng đài" cho thể loại trò chơi thời trang vũ đạo ở quốc gia này. Sự ra đời của Audition đã góp phần gia tăng đáng kể số lượng khách hàng nữ tại các tụ điểm trò chơi trực tuyến công cộng.
Sự thành công của ngành công nghiệp trò chơi trực tuyến đã kéo theo sự cạnh tranh gay gắt trong thị trường trò chơi điện tử tại Việt Nam giai đoạn này. Bên cạnh các trò chơi phổ biến thì một số trò chơi khác phải đối mặt với tình trạng khan hiếm người dùng, bất chấp những nỗ lực quảng bá tích cực từ nhà phát hành. Các trò chơi như Ragnarok Online, Khan Online và Con đường đế vương đều phải vật lộn để tranh giành thị phần với các trò chơi còn lại, trong khi số game thủ ngày càng giảm sút do các hoạt động thu phí từ nhà phát hành. Trước tình trạng đó, nhiều trò chơi phải tuyên bố ngưng việc thu phí giờ chơi và chỉ thu phí vật phẩm, nhưng những nỗ lực thu hút người dùng đều không mang lại nhiều hiệu quả. Trong khi đó, xã hội và các cơ quan truyền thông bắt đầu lên tiếng phản đối trò chơi trực tuyến. Báo Tuổi Trẻ đã đăng một loạt bài bình luận, chỉ trích các trò chơi trực tuyến và cách chúng trở thành "một loại thuốc phiện kỹ thuật số dành cho giới trẻ". Trong vòng 3 tháng cuối năm 2005, có đến hơn 1.000 bài báo đăng tải với mục đích chỉ trích trò chơi trực tuyến. Ngày 1 tháng 6 năm 2006, Bộ Văn hóa - Thông tin phối hợp cùng Bộ Công an và Bộ Bưu chính - Viễn thông ban hành thông tư liên tịch số 60/TTLT về việc "quản lý trò chơi trực tuyến". Theo thông tư này, số giờ chơi tối đa của game thủ trong một ngày bị giới hạn xuống còn tối đa 5 giờ, áp dụng cho người sử dụng dịch vụ trò chơi trực tuyến và các doanh nghiệp, cơ sở kinh doanh. Tuy nhiên, thông tư vấp phải nhiều phản ứng từ dư luận, đặc biệt là các doanh nghiệp. Nhiều cơ sở kinh doanh, doanh nghiệp đã sử dụng một số phương thức khác nhau để "lách luật" nhằm tăng số giờ chơi cho các game thủ.

### Hạn chế thời gian chơi trò chơi điện tử đối với người dưới 18 tuổi
Vào ngày 9 tháng 11 năm 2024, Chính phủ đã ban hành quy định mới trong Nghị định 147/2024/NĐ-CP về việc người dưới 18 tuổi sẽ không được chơi game quá 180 phút/ngày. Quy định mới này sẽ chính thức có hiệu lực vào ngày 25 tháng 12 năm 2024.